# Układ niestacjonarny
Układ niestacjonarny – układ, którego wyjście zależy wprost od czasu, układ stacjonarny natomiast to układ, którego wyjście nie zależy wprost od czasu.
Z układem stacjonarnym ma się do czynienia wówczas, gdy spełniony jest następujący warunek: jeśli sygnał wejściowy {\displaystyle x(t)} generuje na wyjściu układu sygnał {\displaystyle y(t)} to wówczas jakikolwiek sygnał wejściowy opóźniony w czasie {\displaystyle x(t+\delta )} skutkuje opóźnionym sygnałem na wyjściu {\displaystyle y(t+\delta ).} Własność ta, w kontekście schematu, może być również wyrażona w inny sposób: układ jest stacjonarny, jeśli blok układu dla dowolnie wybranego opóźnienia zachowuje przemienność.
Powyższa własność może być spełniona tylko wówczas, gdy transmitancja układu nie jest funkcją czasu, chyba że taka zależność od czasu daje się wyrazić za pomocą wejścia i wyjścia.
W przypadku układu niestacjonarnego, parametry układu zależą więc od czasu i opisujące układ równania stanu przybierają postać:
{\displaystyle {\dot {\mathbf {x} }}(t)=\mathbf {A} (t)\mathbf {x} (t)+\mathbf {B} (t)\mathbf {u} (t)}
{\displaystyle \mathbf {y} (t)=\mathbf {C} (t)\mathbf {x} (t)+\mathbf {D} (t)\mathbf {u} (t)}
Ponieważ w powyższym równaniu wszystkie macierze współczynników zależą od czasu, możliwości dokonania odpowiednich przekształceń w celu uproszczenia analizy są bardzo ograniczone. Nie ma uniwersalnej metody, która by pozwalała łatwo rozwiązać takie równania. Nie wchodzi tu też w grę ani przekształcenie Laplace’a, ani przekształcenie Fouriera, ani opis za pomocą transmitancji, a także nie ma możliwości zdefiniowania dla takiego układu wartości własnych. Dla takiego układu nie podaje się ani stałych czasowych, ani ewentualnych współczynników tłumienia. Można co prawda zdefiniować w takim przypadku macierz podstawową, jednak bardzo trudno jest ją wówczas obliczyć. Układ niestacjonarny nie posiada odpowiedzi impulsowej w zwykłym sensie (bo aby stworzyć opis trzeba by definiować odpowiedzi impulsowe dla każdej z chwil czasu osobno). Opis typu wejście-wyjście możliwy jest za pomocą równania całkowego przypominającego całkę splotową:
{\displaystyle \mathbf {x} (t)=\int _{t_{0}}^{t}\mathbf {\Phi } (t,\tau )\mathbf {B} (\tau )\mathbf {u} (\tau )d\tau ,}
gdzie {\displaystyle \mathbf {\Phi } (t,\tau )} jest macierzą podstawową. Natomiast wyjście układu {\displaystyle \mathbf {y} (t)} opisuje drugie z wyżej podanych równań stanu. Jednak i w przypadku takiego opisu obliczenia nie są proste.

## Przykłady
Niektóre układy, mimo że faktycznie są fizycznie niestacjonarnymi, można w zasadzie traktować jako układy stacjonarne, tyle że w pewnym niedługim czasie – na przykład parametry układów elektronicznych ulegają zmianie w dłuższym czasie (z roku na roku), ale w krótszym czasie (z dnia na dzień) można przyjąć, że są stałe. Przykładem układu niestacjonarnego może być statek powietrzny – zmienność jego charakterystyk czasowych wynika z różnych ustawień powierzchni sterujących podczas startu, lotu czy lądowania, a także z ciągle zmieniającej się wagi na skutek zużycia paliwa. Jeszcze inny przykład układu niestacjonarnego to ludzki narząd głosu – transmitancja opisująca taki układ zmienia się w każdej z chwil czasu, zależnie od tego jaki kształt przybierze ten narząd.

## Niestacjonarność układów nieliniowych
W teorii sterowania układy liniowe są klasyfikowane jako stacjonarne lub niestacjonarne zależnie od tego czy macierz układu zmienia się w czasie, czy nie. W ogólnym kontekście układów nieliniowych terminy układ stacjonarny i układ niestacjonarny zastępowane są odpowiednio przez układ autonomiczny i układ nieautonomiczny. Liniowe układy stacjonarne (ang. Linear Time-Invariant – LTI) są autonomiczne, natomiast liniowe układy niestacjonarne (ang. Linear Time-Varying – LTV) są nieautonomiczne.